# Louis Rudolph Jules van Rappard
Louis Rudolph Jules (Rolly) ridder van Rappard (Bloemendaal, 15 juni 1906 – Leusden, 5 januari 1994) was een Nederlands conservatief politicus en slotvoogd van Slot Loevestein.

## Familie
Van Rappard was een telg uit het adellijke geslacht Van Rappard en een zoon van mr. Anthon Gerrit Aemile ridder van Rappard, onder andere lid van de Tweede Kamer en Eerste Kamer en de beeldhouwster Irma von Maubeuge (1882-1962). Hij trouwde in 1933 met Elisabeth barones van Hardenbroek van Lockhorst (1909-2000), hofdame van prinses Juliana. Uit dit huwelijk werden vijf kinderen geboren, onder wie drs. Reynoud Adolph ridder van Rappard (1936-2023), die burgemeester van Driebergen-Rijsenburg werd.

## Biografie
Van Rappard studeerde rechten in Utrecht en was daar Rector van het corps.
 'Ridder Van Rappard' , zoals hij gemeenzaam werd genoemd, had een autoritaire stijl van leidinggeven, wat ook paste in zijn maatschappijbeeld. Meermalen kwam hij in conflict met de gekozen wethouders, maar in en buiten Gorinchem genoot hij een zekere populariteit om zijn uitlatingen, waarin hij zich meestal misprijzend uitliet over de maatschappelijke ontwikkelingen die in Nederland met name in de tweede helft van de jaren zestig gestalte kregen en die door hem en zijn aanhangers als gezagsondermijning en verloedering werden beschouwd.
Burgemeester Van Rappard handhaafde in zijn gemeente met harde hand de goede zeden. Meermalen verbood hij toneel- en filmvoorstellingen, wanneer die naar zijn oordeel daarmee in strijd waren. Hij bestreed de NVSH, homoseksualiteit, langharigheid en linkse opvattingen in het algemeen. Zo zag hij er echter geen been in om de rebelse zanger Boudewijn de Groot (met lang haar) een gouden plaat uit te reiken in maart 1967 voor het lied Het Land van Maas en Waal.

### Politieke carrière
Mede door zijn familierelaties werd hij op 26-jarige leeftijd burgemeester van Zoelen. Van 1939 tot 1971 was hij burgemeester van Gorinchem, met een onderbreking tussen 1943 en 1945, omdat hij zich tegen de Arbeitseinsatz had gekeerd.
In september 1948 blokkeerde koningin Juliana zijn benoeming tot burgemeester van Utrecht. Een hoogst ongebruikelijk staatsrechtelijk fenomeen: Van Rappard was door minister Van Maarseveen voorgedragen en het kabinet had daarmee ingestemd.
Bij de Tweede Kamerverkiezingen 1963 deed hij een vergeefse gooi naar een zetel met de door hem (her)opgerichte Liberale Staatspartij. De stemmen van rechts gingen dat jaar naar de Boerenpartij van Hendrik Koekoek. Eind 1969 was Henri Scheffer (burgemeester van Arkel en Kedichem) waarnemend burgemeester van Gorinchem ter tijdelijke vervanging van de toen zieke Ridder van Rappard.
Toen de Boerenpartij ruziënd uit elkaar gevallen was, probeerde Van Rappard het nog eens. Op 4 februari 1971 maakte hij de oprichting bekend van Nederlands Appèl onder de verkiezingsleus: "Voor fatsoen, ridder van Rappard, lijst 25". Tweede op zijn lijst was de advocaat Leo van Heijningen, die eerder actief was in de van de Boerenpartij afgesplitste splinterpartij Binding Rechts. Nummer drie was de gepensioneerde hoofdcommissaris van Den Haag, Jan Gualthérie van Weezel.
Door het zich afzetten tegen de tijdgeest en profilering als een autoritaire "houwdegen" en "fatsoensrakker", werd Van Rappard ook letterlijk een omstreden persoon: tijdens de verkiezingscampagne werd hij in april 1971 door relschoppers in Eindhoven zelfs met stenen bekogeld en voor 'fascist' uitgemaakt.
Het verkiezingsprogramma waarmee de partij aan de verkiezingen deelnam sloeg onvoldoende aan: de partij haalde bij de Tweede Kamerverkiezingen 1971 de kiesdeler niet.
Burgemeester Van Rappard ging een jaar later met pensioen, nadat hij in de loop der jaren herhaaldelijk onder vuur was komen te liggen na kleinerende uitspraken over verschillende gemeenteraadsleden en wethouders. In 1978 deed hij met een eigen lijst mee aan de gemeenteraadsverkiezingen in Gorinchem. Hij haalde met 19,9 procent van de stemmen vier zetels. Hiermee was hij de eerste burgemeester die als raadslid in zijn gemeente terugkeerde. Van Rappard nam in 1986 definitief afscheid van de politiek.

## Trivia
Behalve met politiek, bestuur en cultuur hield Van Rappard zich enthousiast bezig met de apicultuur (bijenteelt). Van 1937 tot en met 1977 was hij voorzitter van de Vereniging tot Bevordering der Bijenteelt in Nederland. Hij publiceerde enkele boeken op dit terrein.